# Культура Кенії

Прапор Кенії

Культура Кенії об'єднує літературні, мистецькі, музичні традиції, що формувалися на теренах сучасної Республіки Кенія упродовж століть. Відмінною рисою кенійської культури є її неоднорідність — вона складається з багатьох різних культур, що поширюються між різними етнічними групами всередині країни.

## Особливості
Населення Кенії вкрай різноманітне. Загалом, на території країни проживає більше 42 народностей, кожна з яких сповідує власні традиції і має власні символи. Найбільшими етнічними групами на території сучасної Кенії є банту (Кікую, Лух'я), нілоти (Луо) і кушити, кожна з яких має свої унікальні культурні риси. Наприклад, банту є носіями мови суахілі і культурних традицій, притаманних населенню Південно-Східної Африки. Натомість, кушити історично тяготіють більше до культури Африканського Рогу. Також, невелика кількість кенійців має євразійське походження. Їхні предки переважно були переселенцями з північно-західних частин Індії та Оману. Враховуючи значний вплив Британської імперії (територія сучасної Кенії входила до її складу у 19-20 ст.), незначна кількість населення у великих містах є нащадками британських переселенців.

## Кухня
Кенійська кухня залежить, головним чином, від того, що саме вирощується у тій чи іншій частині країни. Страви на основі зерна є основними для населення аграрних регіонів (напр. кікую). Традиційними стравами в цих регіонах є: ngwaci (солодка картопля), ndũma (корінь таро, відомий в Кенії, як маранта), ikwa (ямс) і mianga (маніока). Населення прибережних регіонів (Луо), вживають рибу та морепродукти. У напівпосушливих районах, таких як Туркана, продукти з сорго є більш поширеними. По мірі наближення до міст, їжа, яку вживає населення, стає більш різноманітною і залежить від уподобань та етнічної приналежності. Страви на основі рису, а також інші страви, такі як чапаті (parantha), куряче рагу і т. д. популярні здебільшого серед населення міст.

## Музика

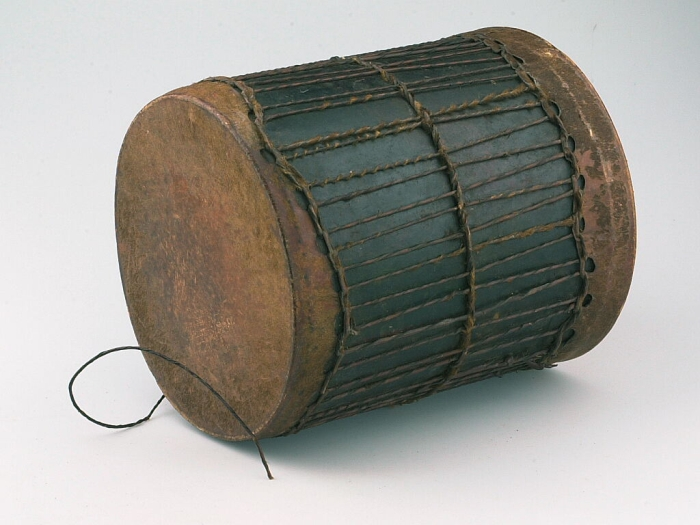
Традиційний кенійський барабан, схожий на Джембе із Західної Африки.

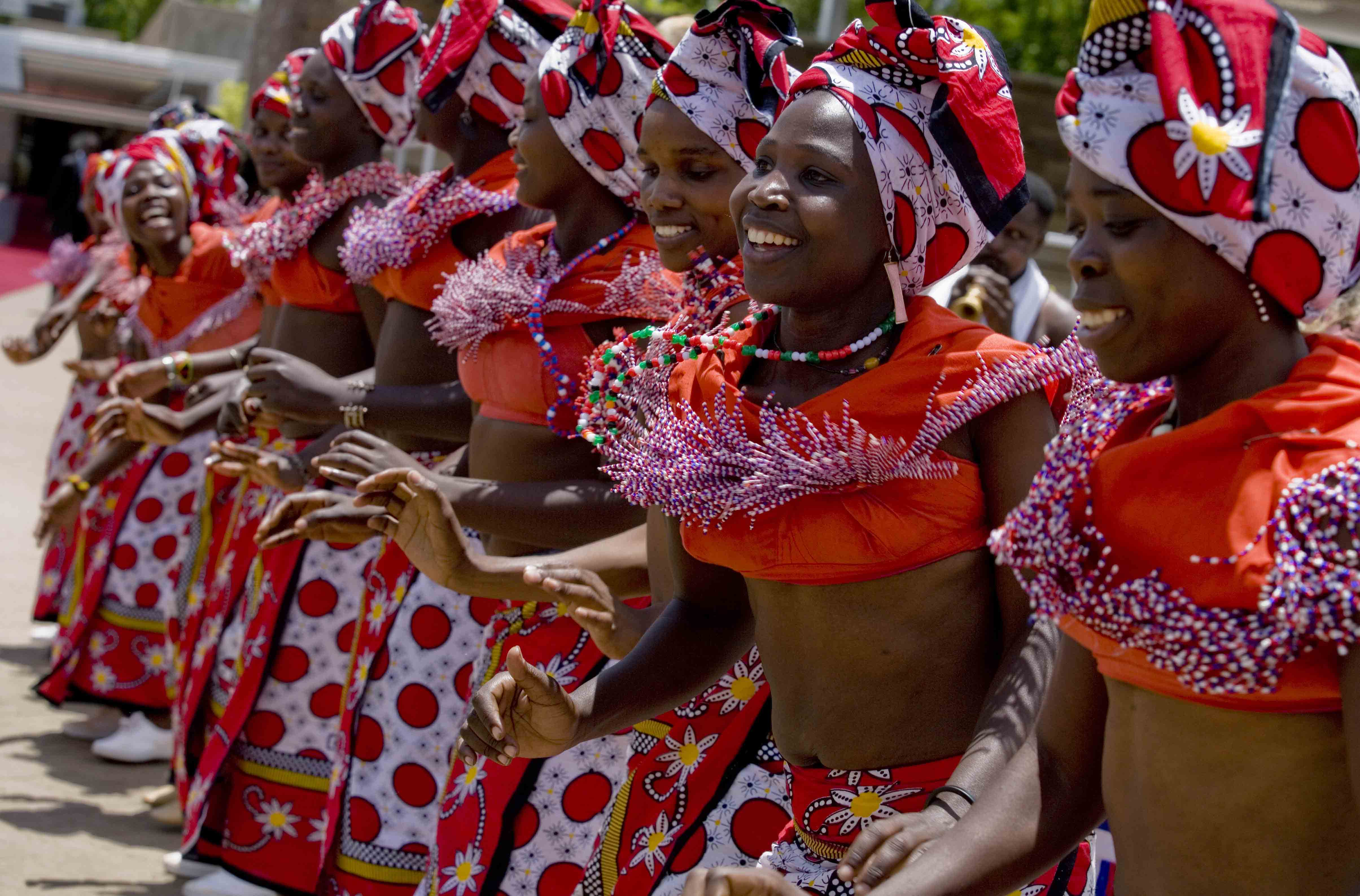
Кенійські танцюристи виконують традиційний народний танець

Враховуючи етнічну різноманітність, цілком логічним є факт того, що кенійська музика поєднала у собі велику кількість різноманітних стилів, починаючи від традиційних народних пісень, і закінчуючи жанром «Бенга». Найпопулярнішим музичним інструментом на сьогоднішній день є гітара — сучасні кенійські пісні часто містять складні гітарні ритми. Найвідомішими гітаристами початку 20 століття буи Боні Макі і Фадхілі Вільямс.
Починаючи з кінця 1980-х років, деякі кенійські виконавці починають створювати так званий «готельний поп», який вже більш орієнтований на туристів і схожий на західну музику. Яскравим представником цієї епохи є гурт Them Mushrooms. Останнім часом, популярним стає також хіп-хоп, особливістю якого є поєднання західного хіп-хопу з традиційним кенійським звучанням народної музики.
Необхідно також згадати Kisima Music Awards — найбільшу музичну премію Східної Африки, яку видають щорічно саме у Кенії.